# Sint-Catharinakerk (Eindhoven)

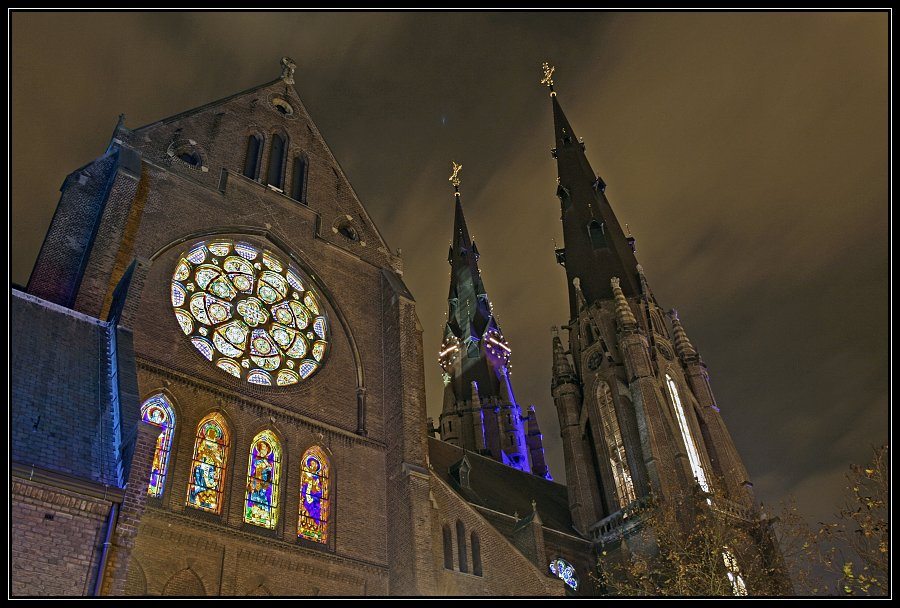
Glas-in-loodramen

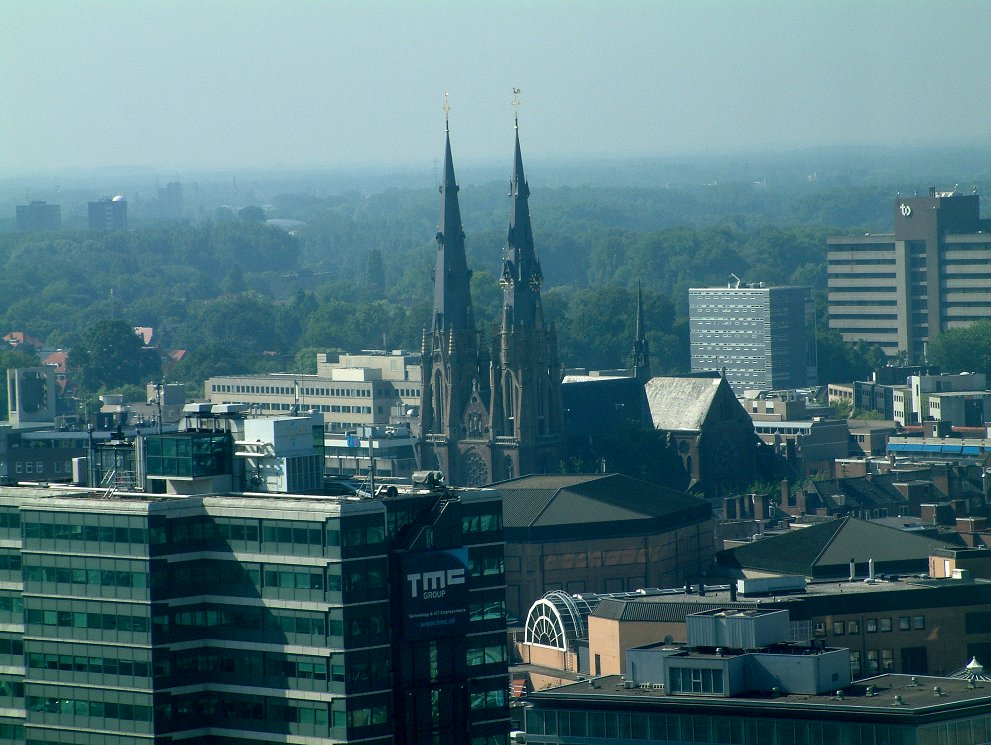
Sint-Catharinakerk

De Catharinakerk is een rooms-katholieke kerk in de binnenstad van de Nederlandse stad Eindhoven, gewijd aan de heilige Catharina van Alexandrië. De kerk ligt aan het Catharinaplein 1, aan het begin van Stratumseind en is gebouwd als vervanging van de vervallen middeleeuwse Sint-Catharinakerk.

## Geschiedenis
De huidige Sint-Catharinakerk heeft een voorloper gekend op dezelfde plaats. Deze kerk was echter met zijn koor naar het oosten gericht. Eindhoven werd gesticht in 1232 en voordien woonden er op deze plaats nauwelijks mensen. De eerste bewoners van het nieuw gestichte stadje maakten deel uit van de Sint-Petrusparochie te Woensel. In de 13e eeuw stond er al een bakstenen gebouw maar pas in 1340 werd de Eindhovense Sint-Catharinakerk voor het eerst vermeld als 'sancta Katarina'. De Catharinakerk was toen als filia (dochter) afhankelijk van de moederkerk, de dekenale St. Petruskerk Woensel. In 1399 werd de Sint-Catharinakerk verheven tot kapittelkerk. Daarnaast was ze doel van bedevaarten naar een beeld van Onze-Lieve-Vrouw Presentatie. Bij de kerk werd een begraafplaats aangelegd.
In de volgende eeuwen werd de kerk regelmatig doelwit van oorlogshandelingen: In 1486 werd ze door de Geldersen in brand gestoken, en het herstel kwam pas in 1515 gereed. In 1526 waaide de toren om. In 1543 volgden weer plunderingen door de Geldersen onder leiding van Maarten van Rossum en in 1554 werd de kerk getroffen door een stadsbrand. In 1566 vond een beeldenstorm plaats, waarbij het beeld van Maria Presentatie werd vernield. Dit werd later weer hersteld, doch in 1648 werd, ten gevolge van de Vrede van Münster, de kerk genaast door de protestanten en tot een protestantse kerk omgevormd.
De Fransen namen, eind 18e eeuw de kerk in beslag en vestigden daar achtereenvolgens een rechtszaal, paardenstal en bakkerij, woonhuis en militair magazijn. In 1798 werd het gebouw teruggegeven aan de katholieken, en in 1810 werd het weer ingewijd. In 1836 kwam ook de toren weer in bezit van de parochie. Het gebouw, ooit gebruikt door een parochie van maximaal 3000 personen, werd te klein bevonden, een noodkerk werd in gebruik genomen en de oude kerk afgebroken. Hierop werd begonnen met de bouw van de huidige, neogotische kerk, die in 1867 werd ingewijd.

## Ontwerp
Het neogotische gebouw is ontworpen door architect Pierre Cuypers en geldt als een vroeg hoogtepunt in diens carrière. De bouw begon in 1861 en werd voltooid in 1867. De kosten van de bouw bedroegen fl. 279.000.
Cuypers verwerkte in dit ontwerp veel ideeën over symboliek van de katholieke schrijver Joseph Alberdingk Thijm. Het opvallendste kenmerk van de kerk zijn de twee torens, die beide 73 meter hoog zijn en naar voorbeelden uit de Franse gotiek verschillend van vorm zijn, een zogenaamde mannelijke en een vrouwelijke toren, met de benaming David-toren en Maria-toren. Cuypers haalde hiervoor zijn inspiratie bij de kathedraal van Chartres. De torens maken deel uit van het dubbeltorenfront. De vele roosvensters verwijzen naar de heilige Catharina, wier attribuut een wiel is. In afwijking van Alberdingk Thijms ideeën is de kerk niet georiënteerd en is het koor naar het westen gericht.

## Restauratie
In 1942 en 1944 werd de kerk zwaar beschadigd door bombardementen. Na de oorlog volgde een restauratie door architect C.H. de Bever. De oude ramen, die verloren waren gegaan, werden vervangen door glas-in-loodramen van onder meer Charles Eyck en Pieter Wiegersma. De kerk is sinds 1972 een rijksmonument. In 1974 werd de kerk overgedragen aan de gemeente Eindhoven met de afspraak er nog 50 jaar over te kunnen beschikken voor de eredienst.
In 1980-1982 was een flinke restauratie nodig en in 2000 werd er weer grootschalig gerestaureerd.

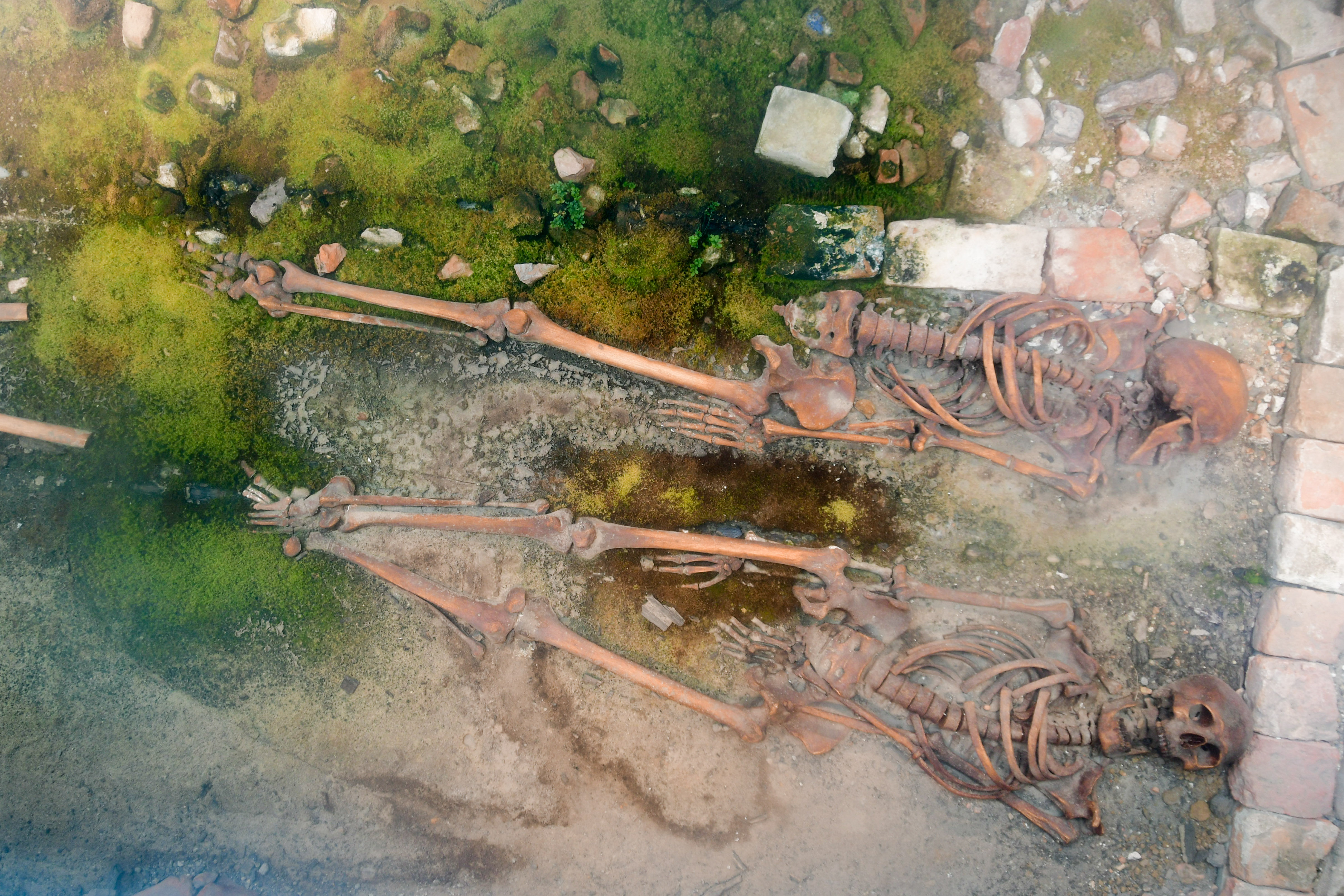
Fundamenten en grafresten oude Catharinakerk Eindhoven

In 2003 werden bij opgravingen onder het plein honderden skeletten gevonden. Enkelen werden gereconstrueerd en een ervan is bekend geworden onder de naam Marcus van Eindhoven. Vanaf 2004 was de kerk regelmatig een van de topstukken van lichtfestival Glow.

## Carillon
Het carillon is geschonken in 1966 door het personeel van Philips en gegoten door Klokkengieterij Eijsbouts te Asten. Het heeft een omvang van vijf octaven en hing aanvankelijk in de carillontoren nabij het Evoluon totdat deze vanwege betonrot gesloopt moest worden.

## Orgels
De kerk bezit twee orgels. Het grote orgel, gebouwd door de firma Verschueren in 1936, werd na zijn teloorgang door oorlogsgeweld geheel opnieuw opgebouwd. Het is met 5723 pijpen een van de grootste Nederlandse orgels. Het tweede orgel bij de sacristie is een kleiner neogotisch altaarorgel.